# Guelph (manzana)
Guelph es una variedad cultivar de manzano (Malus domestica).
Criado por W. Pope en "Welford Gardens", Newbury, Berkshire. Recibió un Premio al Mérito en 1912 y un Certificado de Primera Clase en 1913 de la Royal Horticultural Society. Las frutas tienen una pulpa firme, de textura fina, un poco jugosa y algo insípida.

## Historia
'Guelph' es una variedad de manzana, por W. Pope en "Welford Gardens", Newbury, Berkshire (Reino Unido). Obtenida a partir del cruce de 'Charles Ross' como Parental-Madre x polen de 'Rival' como Parental-Padre. Recibió un Premio al Mérito en 1912 y un Certificado de Primera Clase en 1913 de la Royal Horticultural Society.
'Guelph' se cultiva en la National Fruit Collection (Colección Nacional de Fruta) de Reino Unido donde está cultivada con el número de accesión: 1946-022' y nombre de accesión: Guelph. También se encuentra ejemplares vivos en el huerto colección de "Marcher Apple Network collections (Paramor)".

## Características
'Guelph' es un árbol pequeño, moderadamente vigoroso, con crecimiento erguido y extendido. El árbol es resistente. Portador de espuelas de fructificación. Tiene un tiempo de floración que comienza a partir del 6 de mayo con el 10% de floración, para el 11 de mayo tiene una floración completa (80%), y para el 17 de mayo tiene un 90% de caída de pétalos.
'Guelph' tiene una talla de fruto grande; forma amplio globoso cónico, a veces torcido en un lateral, con una altura promedio de 64.00mm y una anchura promedio de 76.00mm, nervaduras medias, y corona ausente; epidermis con color de fondo verde amarillento, con color del sobre color manchas de color rojo intenso marcado con franja más oscura, esto en la cara expuesta al sol, con distribución del sobre color chapa / rayas, importancia del ruginoso-"russeting" (pardeamiento áspero superficial que presentan algunas variedades) débil; pedúnculo longitud medio a corto y de calibre medio, colocado en una cavidad profunda y estrecha con ruginoso-"russeting" en las paredes; cáliz con la anchura de la cavidad calicina amplia, y poco profunda, ojo pequeño, cerrado; pulpa de color amarillento, de textura crujiente, sabor dulce suave, jugoso, y equilibrado.
Su tiempo de recogida de cosecha se inicia a principios de septiembre. Se conserva bien durante dos meses en frío.

## Usos
Se utiliza como una manzana de uso en fresco para postre de mesa.

## Ploidismo
Diploide. Auto estéril, para los cultivos es necesario un polinizador compatible. Grupo C Día 11.